# Alt Camp
L'Alt Camp è una delle 41 comarche della Catalogna, con una popolazione di 40 018 abitanti; suo capoluogo è Valls.
Amministrativamente fa parte della provincia di Tarragona, che comprende 10 comarche.

## Lista dei comuni dell'Alt Camp
| Comune                | superficie | popolazione | densità      |
| --------------------- | ---------- | ----------- | ------------ |
| Aiguamúrcia           | 73         | 864         | 8,87 ab./km² |
| Alcover               |            | 4.731       |              |
| Bràfim                |            | 674         |              |
| Cabra del Camp        |            | 1.011       |              |
| Figuerola del Camp    |            | 330         |              |
| els Garidells         |            | 198         |              |
| la Masó               |            | 287         |              |
| el Milà               |            | 177         |              |
| Montferri             |            | 323         |              |
| Mont-ral              |            | 182         |              |
| Nulles                |            | 414         |              |
| el Pla de Santa Maria |            | 2.045       |              |
| el Pont d'Armentera   |            | 604         |              |
| Puigpelat             |            | 891         |              |
| Querol                |            | 533         |              |
| la Riba               |            | 710         |              |
| Rodonyà               |            | 504         |              |
| el Rourell            |            | 362         |              |
| Vallmoll              |            | 1.529       |              |
| Valls                 |            | 23.948      |              |
| Vilabella             |            | 789         |              |
| Vila-rodona           |            | 1.112       |              |